# Брянська операція (1941)
Брянська операція (1941) (нім. Doppelschlacht bei Brjansk), також Орловсько-Брянська операція — оборонна операція радянських військ Брянського фронту в ході битви за Москву в жовтні 1941 року. В результаті битви основні сили Брянського фронту опинилися в оточенні й були розгромлені.

## Передумови операції
Війська Брянського фронту (генерал-полковник А. І. Єрьоменко, 3-тя (генерал-майор Я. Г. Крейзер), 13-та (генерал-майор артилерії Л. О. Говоров), 50-та (генерал-майор М. П. Петров) загальновійськові армії, оперативна група генерал-майора А. М. Єрмакова), дві стрілецькі дивізії, одна танкова дивізія, одна танкова бригада; всього 244 тисячі чоловік, двадцять п'ять стрілецьких дивізій, одна танкова дивізія, чотири кавалерійські дивізії, чотири танкові бригади, чотири окремих танкових батальйони) тільки що закінчили невдалий контрнаступ в районі Глухова і не встигли створити навіть оборонне угруповання. Головним завданням фронту визначалося прикриття брянсько-калузького та севсько-орловсько-тульського напрямків; передній край їхньої оборони проходив у смузі 290 км по лінії Снопот, Почеп, Погар, Глухів. У формуваннях фронту відзначався гострий брак резервів і слабкість других ешелонів, а також основних видах озброєння і боєприпасів.
За планом операції «Тайфун» (нім. Unternehmen Taifun) в смузі Брянського фронту повинні були наступати 2-га танкова група (генерал-полковник Г.Гудеріан, чотири піхотні дивізії, п'ять танкових дивізій, чотири моторизовані дивізії, одна кавалерійська дивізія, одна моторизована бригада) і 2-га польова армія (генерал-полковник М. фон Вайкс); вісім піхотних дивізій, одна кавалерійська бригада, одна дивізія охорони) групи армій «Центр» (генерал-фельдмаршал Ф. фон Бок). Додатково до смуги оборони Брянського фронту перекидалися XXXIV командування особливого призначення (генерал від інфантерії Г.Мец) і XXXXVIII моторизований корпус (генерал танкових військ В.Кемпф), що знаходилися до початку німецького наступу на марші.
За планом німецького командування передбачалося ударами 2-ї польової армії і 2-ї танкової групи з району міста Шостка в східному і північно-східному напрямках розчленувати фронт оборони Червоної Армії, силами 2-ї танкової групи охопити Москву з півдня і у взаємодії з 4-ї танковою групою (генерал-полковник Е.Гепнер), 2-ю, 4-ю (генерал-полковник Г. фон Клюге) арміями і частиною сил 9-ї (генерал-полковник А.Штраусс) польовими арміями розгромити частини Червоної Армії, котрі обороняли столицю СРСР і захопити місто.

## Початковий хід операції

КВ-1, Мценськ, 10 жовтня 1941.

30 вересня 1941 ударом 2-ї танкової групи на стику 13-ї армії і оперативної групи генерал-майора А. М. Єрмакова Брянського фронту німецькі війська з району Шостка — Глухів почали наступ на Західному напрямку. Маючи перевагу в техніці та особовому складі, 2-га танкова група за підтримки сил майже всього 2-го повітряного флоту, переданого групі армій «Центр», прорвала оборону радянських військ. 13-та армія вела весь день бої Хильчичі — Шатрище, 6-та та 155-та стрілецька дивізії оборонялися на старих рубежах, 132-га стрілецька — в лісі на північний захід від Хильчичів, 143-тя та 307-ма стрілецькі — на північному березі річки Бичиха; близько 30 німецьких танків увірвалися в Комаричі. В другій половині дня полк німецької піхоти за підтримки 150 танків зайняв Севськ.
1 жовтня, кинувши в наступ XXIV моторизований корпус, німецькі війська почали розвивати досягнутий успіх в напрямі Севськ — Орел — Тула, а XXXXVII-м моторизованим корпусом в напрямку Севськ — Карачев — Брянськ. Радянський фронт було прорвано на всю глибину, нацистські війська просунулися на 60 кілометровому фронті майже на 100 кілометрів вглиб. До полудня через дії німецької авіації припинився зв'язок з штабами 3-ї і 13-ї армій, групою Єрмакова та Генеральним штабом. Зайнято Середину-Буду; 9-та кавдивізія відійшла на північний схід з району Козельне, німецькі моторизовані колони рухаються на Суми.
2 жовтня проводиться радянський контрнаступ силами двох стрілецьких і однієї кавалерійської дивізії в напрямку Локоть — Есмань — Свеса, 42-га танкова бригада — на Севськ. Того ж дня 2-га армія Вайхса вклинилася в радянську оборону в стику між 43-ю армією Собенникова та 50-ю армією, німецька 2-га танкова група до кінця дня вийшла на далекі підступи до Орла, зайнято місто Кроми.
3 жовтня передові частини німецьких військ опанували Орел — 4-та танкова дивізія 24-го моторизованого корпусу 2-ї танкової групи, встигнувши зробити це до підходу 49-ї армії Резервного фронту, що висувалася для організації оборони міста. За 4 дні група Гудеріана просунулася вглиб радянської оборони на 200 кілометрів.
В район Орла та Мценська перекинули радянський 5-й повітрянодесантний корпус у складі 10-ї та 201-ї повітряно-десантних бригад загальною чисельністю 6000 солдатів, у Мценськ прибула 4-та танкова бригада Катукова.
4 жовтня 2-га німецька танкова група досягла Мценська, німецькі 3-тя та 18-та танкові дивізії наступали на Карачев. 17-та танкова дивізія захопила плацдарм на річці Нерусса; 4-та танкова бригада Катукова вступила в бої з наступаючою вздовж дороги Орел — Тула 4-ю танковою дивізією Лангерманна, застосовуючи тактику танкових засад.
5 жовтня 2-га німецька танкова група вийшла на шосе Орел — Брянськ, того ж дня зайнята Жиздра.
Для оборони Карачевського напряму створюється група військ під орудою генерала Рейтера — 108-ма танкова дивізія (лишалося 20 танків), 194-та стрілецька дивізія та два придані полки.
6 жовтня частини XXXXVII-го моторизованого корпусу — 18-та танкова дивізія — зайняли Карачев і вийшли до Брянська схід від міста, до вечора зайняли Брянськ. 4-та танкова бригада Катукова атакувала з засади маршові колони німецької 4-ї танкової дивізії південніше Мценська та завдала великих втрат.

## Оточення радянських військ
2-га польова армія, перейшовши в наступ на дві доби пізніше 2-ї танкової групи, прорвала оборону лівого флангу 50-ї армії Брянського фронту, до 6 жовтня XIII-м армійським корпусом вийшла до Сухиничів, одночасно почавши охоплення 50-ї армії з півночі частиною 43-го армійського корпусу, який завдавав удару назустріч 47-му моторизованому корпусу. До кінця 6 жовтня війська Брянського фронту були розчленовані на три частини, їх комунікації були перерізані рухомими частинами 2-ї танкової групи, що вийшли на рубіж Карачев — Мценськ.
Армії Брянського фронту опинилися розчленованими, значна частина їх з'єднань потрапила в оточення. Німецьке командування для ліквідації оточених радянських військ кинуло 4 з 5 корпусів 2-ї танкової армії.
Біля Мценська зосереджуються резервні частини та з'єднання — 4-та та 11-та танкові бригади, 36-й мотоциклетний полк, 201-ша авіадесантна бригада, 6-та гвардійська стрілецька дивізія, три гвардійські дивізіони, загін курсантів Тульського артилерійського училища, підрозділи внутрішніх військ, винищувальні загони — склали основу 1-го гвардійського стрілецького корпусу генерала Лелюшенка. 1-й гвардійський корпус зосереджується на рубежі поселень Перший Воїн — Наришкіно.
На ранок 7 жовтня 1-й корпус займає позиції північно-західніше Шеїно — Головльово, на Зуші оборону тримали частини 6-ї дивізії К. І. Петрова та 5-й повітряно-десантний корпус полковника І. С. Безуглого. 8 жовтня почалося бомбардування — нарахували понад 30 Ю-87, прикривали до 50 танків та піхоту на бронетранспортерах Sd.Kfz 250. Радянська артилерія вогонь не вела, підпускаючи ближче, протитанкові гармати та танки батальйону А. А. Рафтопулло знищили до 20 танків, німецька піхота залягла — у цьому бою відзначилася група Т-34 Д. Ф. Лавриненка; танкіст Іван Любушкін за цей бій отримав Героя Радянського Союзу. Увечері з підкріпленням нацисти прорвали оборону, зчинився бій за єдину переправу через Зушу; в цьому бою дивізіон «Катюш» знищив німецьких 43 танки, 16 гармат та 6 автомашин.
9 жовтня війська 3-ї та 13-ї армій Брянського фронту намагаються вирватися з оточення. Разом з тим німецька 2-га танкова армія відкладає наступ від Орла на Тулу, 4-та армія наступає правим флангом на Калугу, 9-та німецька армія зосереджує сили на північному фланзі для удару по району Ржева. Цього дня 1-й гвардійський корпус збив 6 німецьких літаків, після кількагодинного бою корпус отримує наказ на відхід — німці прорвалися на Болоховське шосе; в бою біля села Шеїно Т-34 Петра Воробйова із засади знищив 9 німецьких танків та 3 бронетранспортери.
Для прикриття відходу Брянського фронту на рубежі річки Зуша розгортається заново створена на основі 1-го гвардійського стрілецького корпусу 26-та армія, де бої тривали тиждень.
11 жовтня радянські війська полишили Мценськ — зайняла 4-та танкова дивізія Лангерманна, разом з тим 4-та танкова бригада Катукова атакує і розсікла її на частини, до вечора німці розбиті. В бою за Мценськ бригада Катукова підірвала міст через Зушу, знищено 133 танки, 49 гармат, 9 літаків, 15 тягачів з набоями, 6 мінометів, 4 зенітні гармати — німецька 4-та танкова дивізія фактично перестала існувати. З радянської сторони (дещо сумнівні дані) втрачено 28 танків та 27 солдатів.

Німці у Мценську біля розбитої «катюші», 1941.

14 жовтня німецькі сили повністю зайняли Знаменський район Орловської області, 1-й гвардійський корпус обороняв Міміново — Бабінково.
15 жовтня на Брянському фронті німецькі ударні сили висуваються з Дмитрієва на Фатеж. Того дня вийшло з оточення кілька невеликих груп радянської 3-ї армії, котрі повідомили командуванню, що головна армійська частка пробивається на Дмитрієв, для сприяння виходу оточеним під Дмитрієв перекидається танкова рота, проте зв'язок встановити не вдалося.

## Бої в оточенні
Протягом 17-20 жовтня частини 3-ї радянської армії вели бої в повному оточенні; нацисти зосередили міцну оборону на шляхах її відступу, підтягнув резерв та артилерію. Радянські оточенці вели бойові дії в заболоченій місцевості, де застряг весь автомобільний транспорт, танки, бронеавтомобілі, санітарні автомобілі.
18 жовтня німецька 2-га танкова армія практично ліквідувала «котел» на південь від Брянська та продовжила рух на Тулу. Частина 13-ї радянської армії вирвалася і відійшла на рубіж річки Свапа та зайняла оборонний рубіж Фатеж — Льгов.
20 жовтня радянське угрупування Брянського фронту, оточене біля Трубчевська, припинило свій опір, до кінця дня вцілілі частини 50-ї армії вийшли в район Бельова — по суцільному болоті, коридором в 400—500 метрів. Відразу кілька підрозділів було перекинуто в район на південь від Орла утримувати оборону Глазуновка — Малоархангельськ — Понирі — до виходу з оточення 3-ї армії.
22 жовтня невдача німецького наступу 24-м корпусом під Мценськом — через недостатню взаємодію танків та артилерії — намагався перекрити вихід з оточення радянської 3-ї армії та точилися бої за Фатеж.
Частині радянських військ до 23 жовтня вдалося прорвали фронт оточення і відійти на лінію Бельов, Мценськ, Понирі, Фатеж, Льгов — з 137-ї стрілецької дивізії — біля Фатежа — 80 військових з 624-го полку, та біля Глазуновки — 50 бійців 771-го полку.
23 жовтня німецька 3-тя танкова дивізія 2-ї танкової армії прорвала оборону радянських військ північно-західніше Мценська, 18-та танкова дивізія зайняла Фатеж.
24 жовтня 540-й полк 6-ї гвардійської стрілецької дивізії в оточенні вів бій з наступаючими на Шаламово нацистами; штаб полку був оточений в районі Малі Борзенки.
До кінця 25 жовтня біля Вільхуватки вирвалося з оточення до 1000 бійців, під Малоархангельськом — 350, в районі Золотухіно — 180, біля Глазуновки — 150. До 1500 бійців під орудою генерала Крейзера пробивалася в район Понирів. 6-та стрілецька дивізія відходила в район Вязовка — Красная Нива.
26 жовтня зв'язок з 6-ю дивізією було втрачено, на наступний день вийшла в районі Ногаєво, 28 жовтня з боями відійшла за 15 км від Єфремова.

## Результати
30 жовтня Ставка ВГК ухвалила рішення про відведення радянських військ на рубіж Богучарово — Плавськ — Верховьє — Лівни — Касторне.
За німецькими даними в полон було захоплено 108 тисяч радянських військовополонених, а також 257 танків і 763 гармат, які були знищені або захоплені.
Війська Брянського фронту відійшли вглиб до 250 кілометрів, втративши 85-90 % особового складу та практично усю бронетехніку.

## Відео
- 19 Орловско Брянская операция [Архівовано 9 лютого 2020 у Wayback Machine.]